# Hanjian

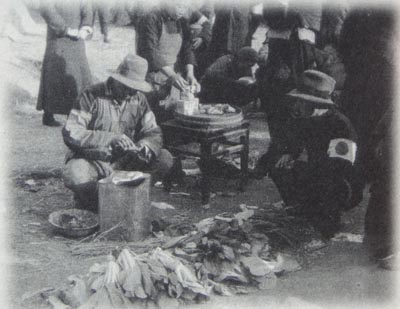
Moradores de Nanquim com braçadeiras da bandeira japonesa

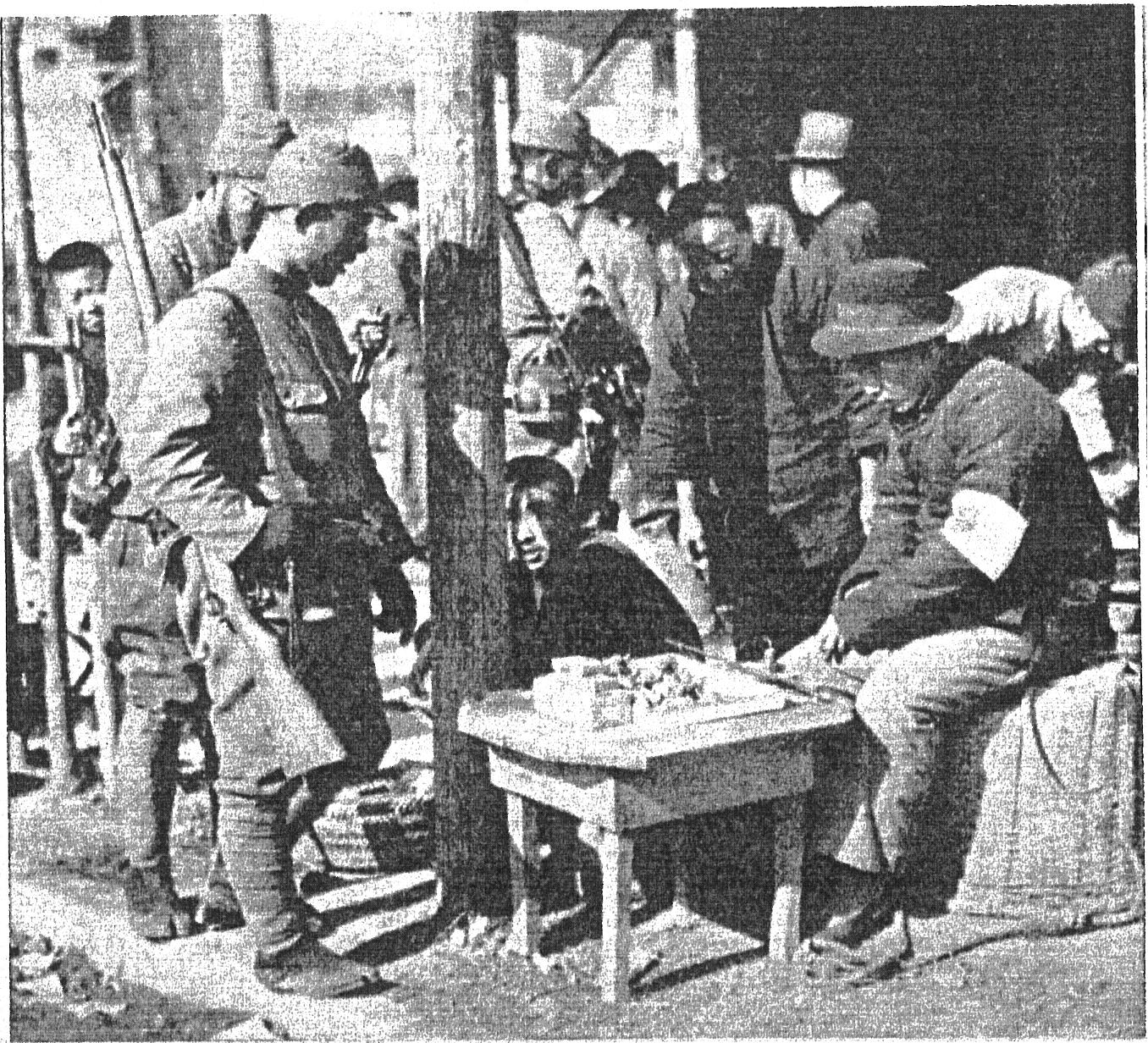
Civis chineses ajudando soldados japoneses

Na China, a palavra hanjian (chinês tradicional: 漢奸, chinês simplificado: 汉奸, pinyin: Hànjiān, Wade–Giles: han-chien) é um termo pejorativo para aqueles vistos como traidores do Estado chinês e, em menor grau, da etnia Han. A palavra hanjian é diferente da palavra geral para "traidor", que pode ser usada para qualquer país ou etnia. Como termo chinês, é um dígrafo dos caracteres chineses para "Han" e "traidor". Han é o grupo étnico majoritário na China; e jian, na linguagem jurídica chinesa, refere-se principalmente ao sexo ilícito. Esse termo implicava que um chinês Han mantinha uma relação ilícita com o inimigo. Hanjian é frequentemente descrito como "colaborador" no Ocidente.

## História

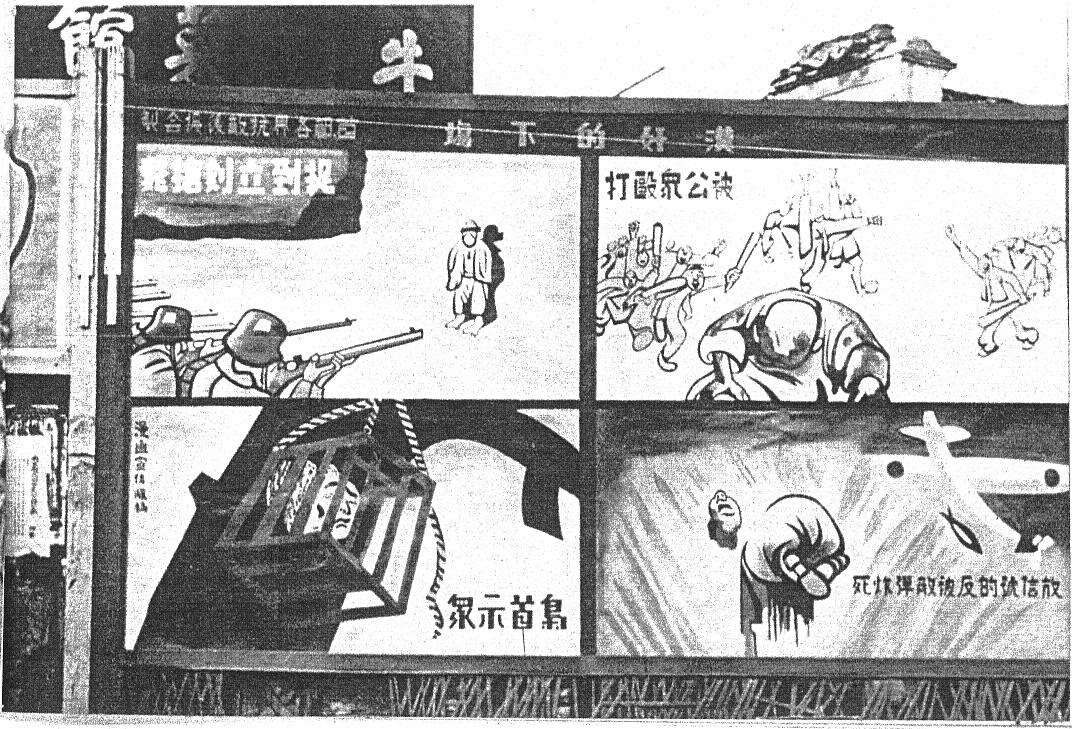
Um cartaz propagandístico chinês intitulado "Destino dos Hanjians", publicado pela Associação de Todos os Cidadãos dos Apoiadores da Guerra de Resistência da Capital, afixado em Nanquim logo após a Batalha de Nanquim. No sentido horário, a partir do canto superior direito: um hanjian sendo espancado por uma multidão; um hanjian que envia um sinal para uma aeronave inimiga morrerá em um ataque aéreo; a cabeça decepada de um hanjian exibida como um aviso para os outros; um hanjian será preso e baleado.

O termo hanjian surgiu de uma “fusão de identidades políticas e étnicas, que muitas vezes eram ofuscadas na expressão do nacionalismo chinês.” Foi/é aplicado a indivíduos que são designados colaboradores e que não eram todos de etnia Han.  O uso moderno do termo deriva da Segunda Guerra Sino-Japonesa, em que as circunstâncias forçaram figuras políticas na China a escolher entre resistir ou colaborar com os japoneses. A nuance na compreensão não apenas do motivo pelo qual alguns chineses optaram por cooperar com os japoneses, mas também na indagação do motivo pelo qual a cooperação fazia sentido para as pessoas naquela época, fez com que hanjian se tornasse um termo ambíguo na história moderna, em vez de um termo preto e branco, como é frequentemente usado.
Tende a haver dois tipos de hanjian, ou colaboracionistas, ao observar a era da Guerra Sino-Japonesa: “os educados e intelectuais, que simplesmente queriam obter poder e riqueza para si próprios, e os pobres e sem educação, cuja pobreza os levou a colaborar e cuja ignorância os salvou de sequer pensar que tinham de justificar o que estavam a fazer”. Devido a esta noção e à ambiguidade moderna do termo, cada uma destas duas categorias tinha vários motivos, sendo a maioria diferente mas alguns sobrepostos.

### Educados e intelectuais

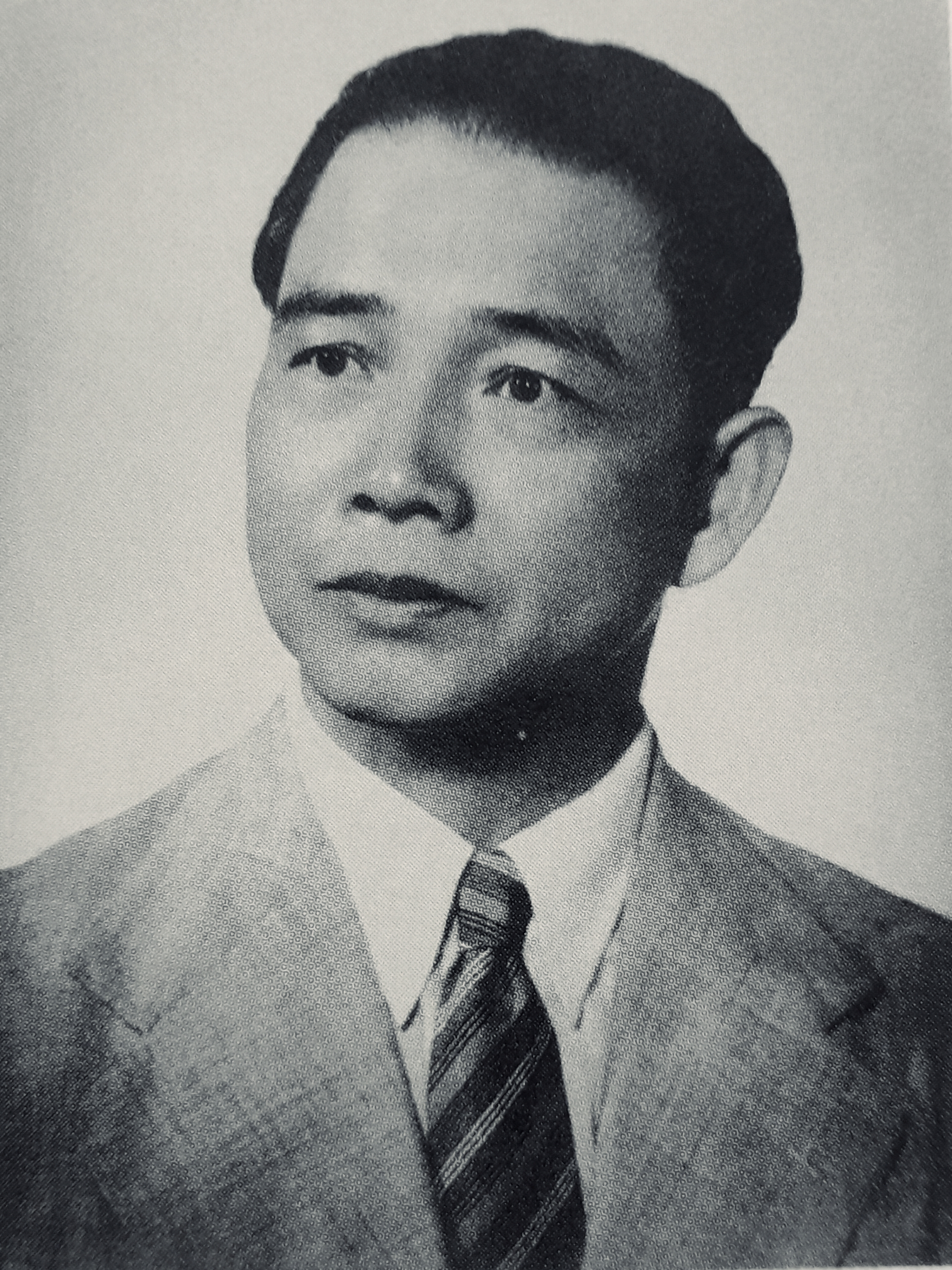
Wang Jingwei

O hanjian educado é geralmente reservado para aqueles que eram acadêmicos ou estavam no governo. O governo hanjian mais infame na China continental é o Governo Nacional Reorganizado da República da China, frequentemente chamado de regime de Wang Jingwei, em homenagem ao seu presidente. O regime de Wang Jingwei procurava ser a força governamental dominante na China e acreditava que poderia fazê-lo colaborando e sendo submisso ao Japão no que consideravam o seu “Movimento pela Paz”. Wang encontrou resistência ao seu governo quando visitou cidades, como Xangai, e “os intelectuais que demonstravam simpatia por Wang corriam o risco de serem condenados ao ostracismo, se não à morte”.
Durante a Segunda Guerra Sino-Japonesa, o Exército Nacional Revolucionário foi derrotado em várias batalhas pelo Exército Imperial Japonês. Chiang Kai-shek explicou que a espionagem hanjian ajudou os japoneses e ordenou que o comandante da Camarilha do CC, Chen Lifu, prendesse os hanjians. 4.000 foram presos em Xangai e 2.000 em Nanquim. Como a lei marcial havia sido aplicada, não foram necessários julgamentos formais, e os condenados foram executados rapidamente, enquanto milhares de homens, mulheres e crianças assistiam com evidente aprovação.

### Sem educação
Soldados taiwaneses que lutaram no exército japonês contra as forças chinesas e os aliados também são considerados hanjians. A República da China emitiu uma lei importante em 1937:
 
A peça central das leis anti-hanjian, “Regulamentos sobre o tratamento de casos de hanjian (chuli hanjian anjian tiaoli)”, promulgada em agosto de 1937, identificava os colaboradores com base em sua conduta durante a guerra e estipulava punições independentemente de sua idade, gênero ou etnia. O discurso popular anti-hanjian, no entanto, deu atenção especial às “colaboradoras” e empregou um vocabulário altamente baseado em gênero para atacar suspeitos de hanjian de ambos os sexos. Complementando o expurgo legal dos colaboradores, essa literatura exerceu uma pressão extrema sobre os indivíduos apontados como hanjian e influenciou a forma como os crimes políticos deveriam ser expostos e transpostos para outros aspectos da vida social. 
Vários taiwaneses foram processados pelo governo nacionalista como hanjian, apesar de uma interpretação do Yuan Judicial emitida em janeiro de 1946 que desaconselhava tal ação.

## Pessoas notáveis que são consideradashanjians
- Wang Kemin (1879–1945), que colaborou com os japoneses durante a Segunda Guerra Mundial e ajudou a estabelecer o Governo Provisório pró-Japão da República da China (ou Governo Autônomo do Norte da China). Após a guerra, ele foi preso pelo governo da República Popular da China e julgado por traição, mas cometeu suicídio antes do término do julgamento.
- Demchugdongrub (1902–1966), conhecido como Príncipe De, um líder mongol que colaborou com os japoneses. Ele foi instalado pelos japoneses como chefe de estado de Mengjiang, um estado fantoche japonês na Mongólia Interior. Ele foi preso pelo governo da RPC em 1949 e acusado de traição, mas foi perdoado mais tarde.
- Wang Jingwei (1883–1944), um político de esquerda do Kuomintang e ex-assessor próximo de Sun Yat-sen, que defendeu negociações de paz durante a Segunda Guerra Sino-Japonesa. Ele estabeleceu o Governo Nacional Reorganizado da China, pró-Japão, em Nanquim, com a ajuda dos japoneses.
- Zhou Fohai (1897–1948), o segundo no comando do Yuan Executivo do governo de Wang Jingwei. Ele foi condenado por traição após a guerra e sentenciado à morte, mas Chiang Kai-shek comutou sua sentença para prisão perpétua. Ele morreu de problemas cardíacos e estomacais na prisão.
- Chen Gongbo (1892–1946), que atuou como chefe do Yuan Legislativo do governo de Wang Jingwei, é visto como o hanjian mais proeminente da China.[8] Chen ocupou cargos importantes no Governo Nacionalista Reorganizado da República da China e sucedeu Wang Jingwei como presidente interino após a morte de Wang em novembro de 1944. Chen foi acusado de “conspirar com o inimigo” e de “se opor ao governo central”. Chen defendeu seu trabalho com o Governo Nacionalista Reorganizado da República da China descrevendo-o como “negociação com os japoneses em uma tentativa de preservar os recursos da China, proteger seu povo e lentamente erodir o controle do Japão sobre a China”.[9] Ele fugiu para o Japão após a guerra, mas foi extraditado de volta para a China, onde foi condenado por traição e executado.
- Yoshiko Kawashima (1907–1948), também conhecida como a “Joia do Oriente”, foi uma princesa manchu criada no Japão, que espionou para os japoneses na Manchúria. Após a guerra, ela foi presa e condenada por traição e executada. Ela apareceu em vários romances, filmes, programas de televisão e videogames chineses e japoneses, sendo que os chineses frequentemente a retratam como uma vilã e sedutora, enquanto os japoneses a retratam como uma heroína trágica.
- Yoshiko Yamaguchi (1920–2014), também conhecida como “Li Xianglan”, foi uma das Sete Grandes Estrelas Cantoras. Após a guerra, ela foi presa e condenada à morte por estrelar filmes de propaganda japonesa, mas depois que as autoridades chinesas descobriram sua ascendência japonesa, ela foi absolvida e deportada para o Japão.
- Date Junnosuke (1892–1948), também conhecido como Zhang Zongyuan, era um irmão juramentado do senhor da guerra da Camarilha de Fengtian, Zhang Zongchang, que mudou sua nacionalidade para chinesa em 1931, embora fosse de etnia japonesa. Ele assumiu o controle de Jinan e liderou um massacre de cerca de 400 pessoas em 1939. Em 1945, ele criou a Unidade Zhang Zongchang, que acabou não tendo sucesso. Após a guerra, foi preso por crimes de guerra e executado por um pelotão de fuzilamento.
- Zhang Haipeng (1867–1949), General do Exército Imperial de Manchukuo, após o colapso de Manchukuo em 1945, ele se tornou um fugitivo escondido em Tianjin, mas foi descoberto, julgado e condenado à morte em 1949 em Pequim por traição.

## Na cultura popular
Na canção de Chiang Kai-shek sobre a agressão anticomunista e antirrussa, uma parte da letra é 殺漢奸, que significa "matar traidores".
Popularmente, a maioria dos hanjian em filmes e séries dramáticas chinesas, esquetes, Hanjian são principalmente os tradutores. Às vezes, eles também são chamados de er guizi (chinês simplificado: 二鬼子, lit. segundos demônios ) ou jia yang guizi (chinês simplificado: 假洋鬼子, lit. falsos demônios estrangeiros). Por exemplo, na famosa esquete do ator chinês Chen Peisi, Zhujue yu Peijue (主角与配角, lit. o ator principal e o ator coadjuvante), Chen atua como o ator coadjuvante que está em um filme cujo personagem é o tradutor liderando o caminho para o Exército Imperial Japonês. O tradutor representa o oficial do Exército para enviar uma mensagem ao oficial do Exército da Oitava Rota, cujo ator seria Zhu Shimao, dizendo que, se ele se render, o oficial japonês terá uma bela oferta para ele.